# Poste Vaticane
Poste Vaticane é a organização responsável pelo serviço postal na Cidade do Vaticano. A organização faz parte do Serviço de Correios e Telegrafia.
Poste Vaticane possui o Escritório Filatélico e Numismático da Cidade do Vaticano. A organização iniciou suas operações em 1 de agosto de 1929 e opera quatro filiais.

Sua sede é o Palazzo del Governatorato.

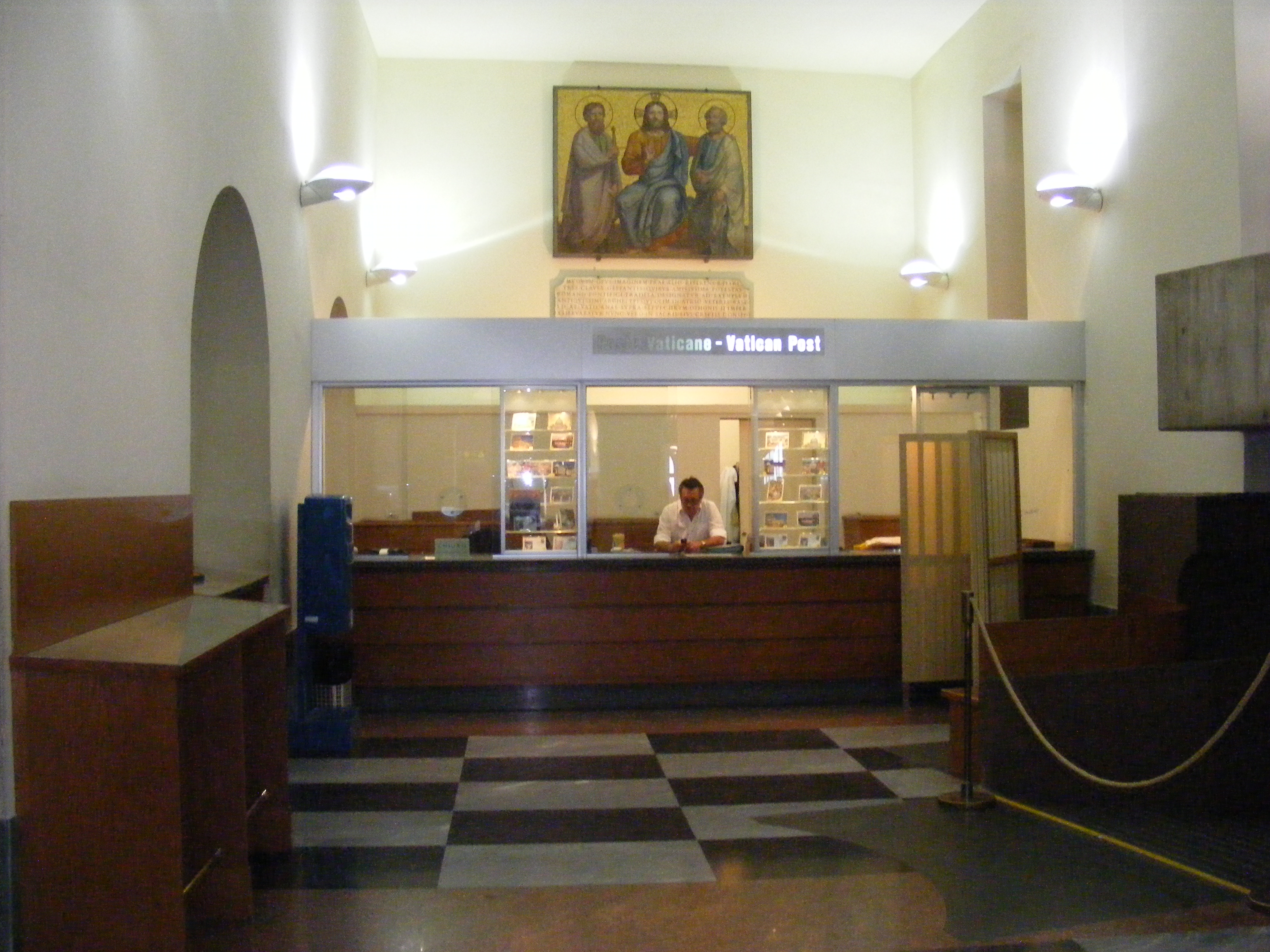
Uma agência do Poste Vaticane nos Museus Vaticanos

## Galeria

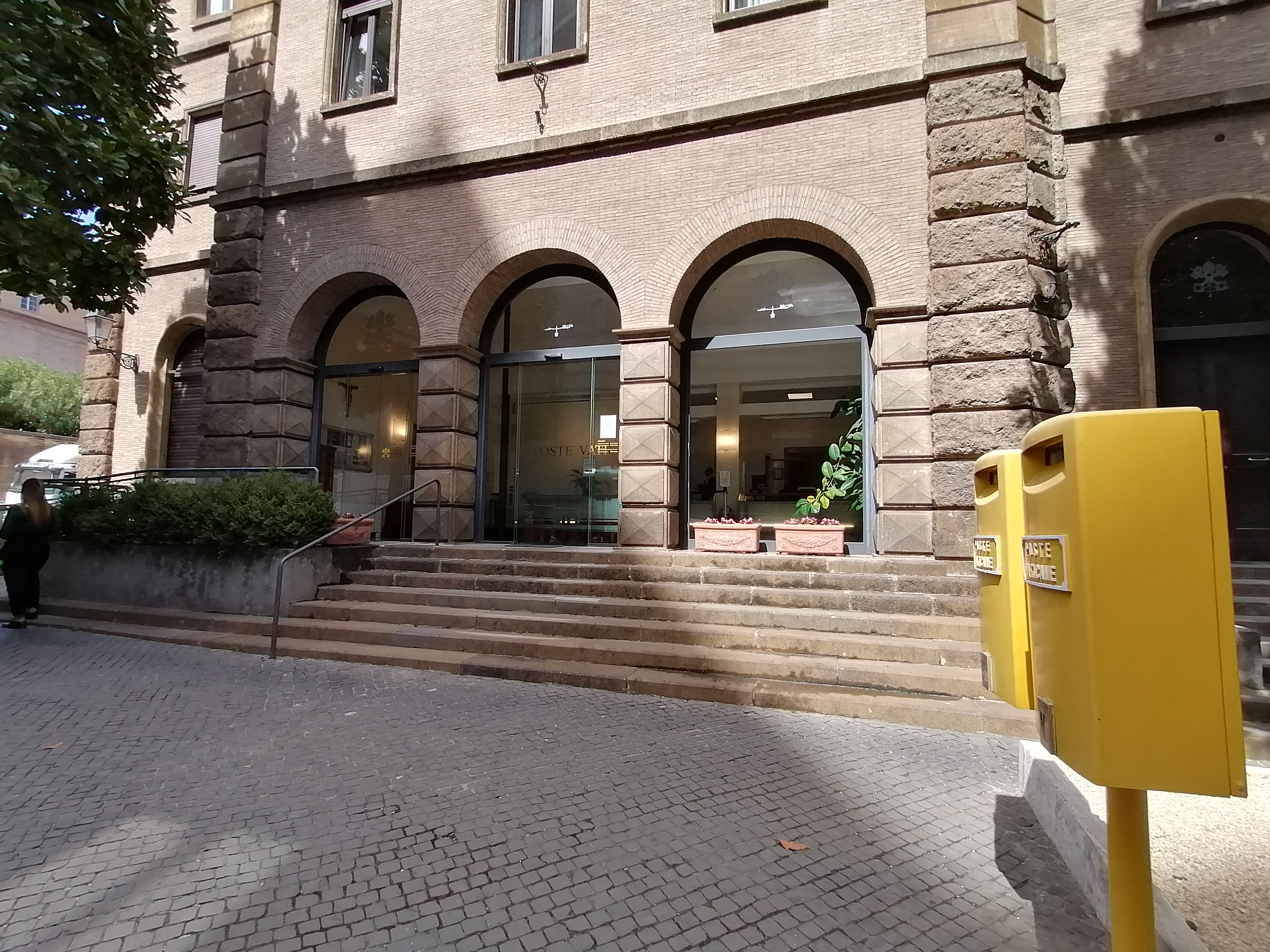
O escritório central do Correio do Vaticano na Portão de Sant'Anna
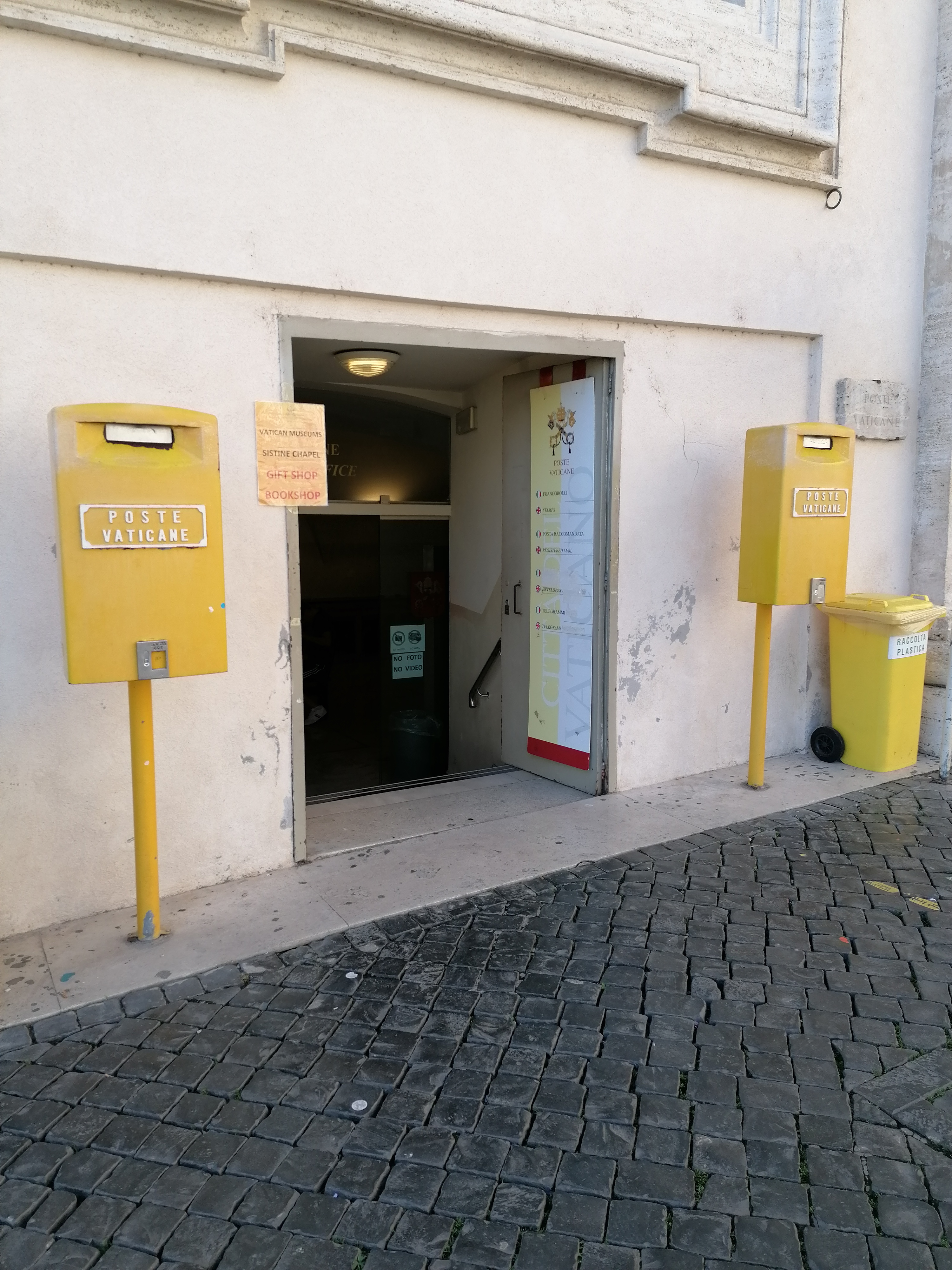
A estação de correios do Braço de Carlos Magno perto do Portão dos Sinos.
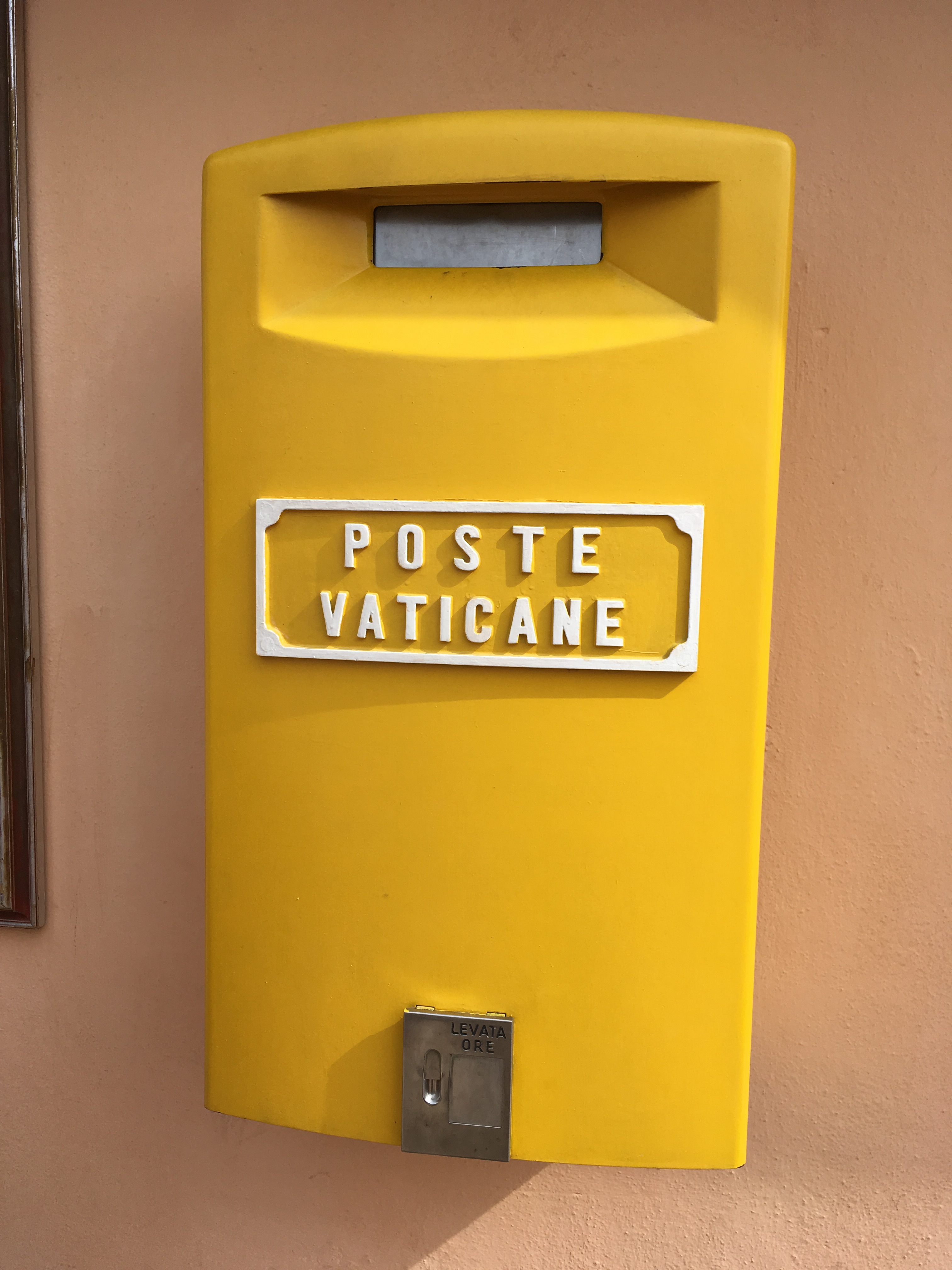
Uma caixa de correio na cidade do Vaticano
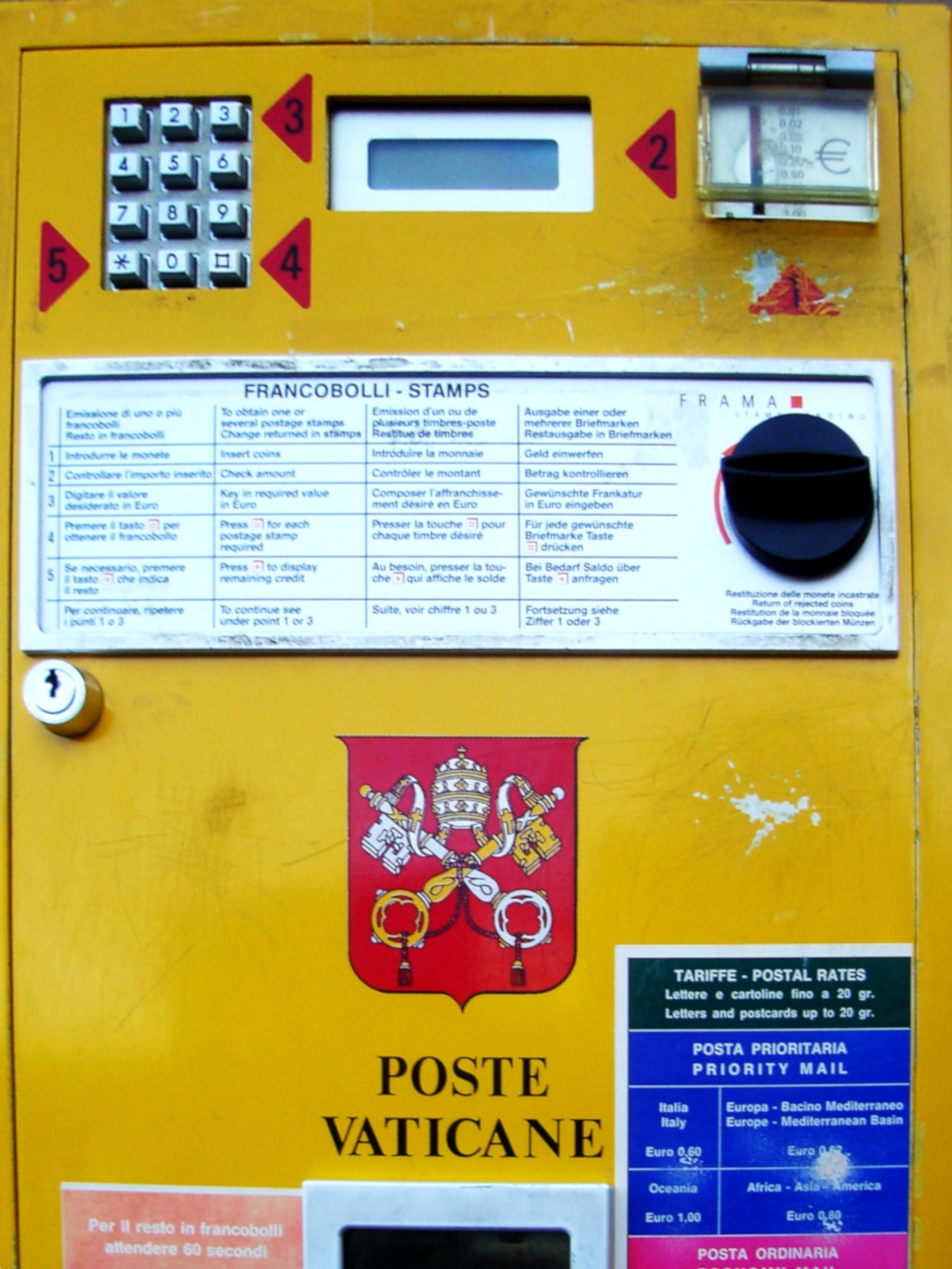
Máquina de venda de selos no Vaticano, desativada em 2011